# Vipassanā

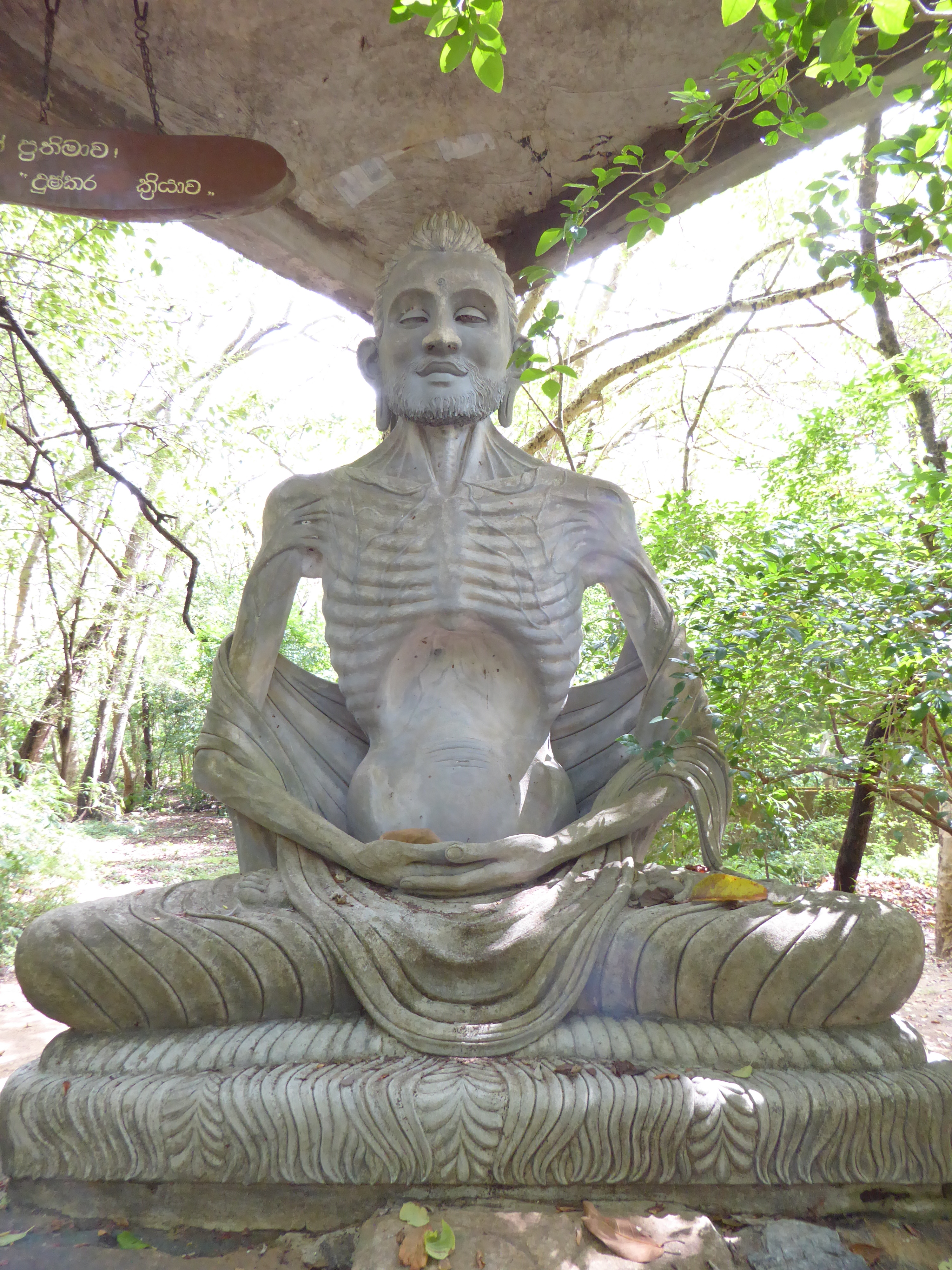
Statue d'un bodhisattva en méditation profonde.

Vipassanā (pāli) ou vipaśyanā (विपश्यना, sanskrit ; chinois 觀 guān; tibétain ལྷག་མཐོང་, lhaktong) désigne dans la tradition bouddhique la « vue profonde » ou « inspection », ainsi que les pratiques de méditation qui y sont associées. C'est la deuxième étape des pratiques de méditation dans le bouddhisme, qui est utilisée après samatha, « la pacification mentale ».
Certains scientifiques étudient aujourd'hui cette méditation issue de la tradition spirituelle orientale et qui est devenue populaire en Occident au XXe siècle, notamment par l'intermédiaire de Mahasi Sayadaw, S. N. Goenka et Ajahn Chah.

## Définition
Vipassanā peut être défini comme « la lumière intuitive apparaissant brusquement et révélant la vérité sur l'impermanence, sur la misère et sur l'impersonnalité de tous les phénomènes corporels et mentaux de l'existence ».
Selon Nyanatiloka, vipassanā-bhāvanā permet le développement de paññā, la sagesse, qui correspond à une des trois sections du noble sentier octuple. Vipassanā permet la vision intuitive des trois caractéristiques de l'existence (tilakkhana en pali) qui sont :
- l'insatisfaction (dukkha) ;
- l'impersonnalité (anattā) ;
- l'impermanence (anicca) de tous les phénomènes corporels et mentaux (kandha)[6].

### Relation avec Samatha
Dans le canon pali des Trois corbeilles, le mot vipassanā est peu usité.
Selon Bhikkhu Sujato, dans les soutras, la pratique de samatha et vipassanā ne peuvent pas être distinguées. D'après cet auteur, les textes anciens ne classifient jamais les différentes techniques comme samatha ou vipassanā, qui sont plutôt des qualités de l'esprit qui doivent être développées.
Thanissaro Bhikkhu (en) relève que dans les soutras du canon pali qui décrivent Gautama Bouddha enjoignant à ses disciples de pratiquer, ils ne le citent jamais disant « allez faire vipassanā » mais toujours « allez faire jhāna ». Thanissaro Bhikkhu décrit également Samatha et Vipassana comme deux qualités de l'esprit résultant d'une même pratique et allant de pair.

## Pratique
Vipassanā est pratiquée dans le bouddhisme theravada, mahayana et vajrayana. Elle aurait été la technique de méditation enseignée par le Bouddha Siddhārtha Gautama, notamment décrite dans le Satipatthana sutta.

### Dans le bouddhisme theravāda
La pratique de vipassanā est centrale dans le bouddhisme theravada. Selon le shravakayana et le pratyekabuddhayāna (en), la méditation vipassanā doit permettre de comprendre la nature réelle des quatre nobles vérités, de la coproduction conditionnée, ainsi que de l'expérience directe des trois caractéristiques (trilakshana), conduisant ainsi à la libération.
Le Visuddhi-Magga (« voie de la purification ») décrit les dix-huit principales sortes de connaissances de l'inspection.

#### Les dix-huit inspections
1. Contemplation de l'impermanence (aniccānupassanā) ;
2. Contemplation de la souffrance (dukkha) ;
3. Contemplation de l'impersonnalité (anattā) ;
4. Contemplation de l'aversion (nibbidā) ;
5. Contemplation du détachement (virāga) ;
6. Contemplation de l'extinction (nirodha) ;
7. Contemplation du renoncement (paṭinissagga) ;
8. Contemplation du déclin (khaya) ;
9. Contemplation de la disparition (vaya) ;
10. Contemplation de la transformation (vipariṇāma) ;
11. Contemplation de l'inconditionné (animitta) ;
12. Contemplation de l'état d'être sans désir (apaṇihita) ;
13. Contemplation de la vacuité (suññatā) ;
14. Contemplation de la plus haute intelligence en ce qui concerne tous les phénomènes (adhipaññā-dhamma) ;
15. Contemplation de la connaissance et vision en accord avec la réalité (yathābhūta-ñāṇadassana) ;
16. Contemplation de la misère (ādīnavānupassanā) ;
17. Contemplation de la contemplation réfléchie (paṭisaṅkhā) ;
18. Contemplation de l'action de se détourner (vivaṭṭa).

#### Les dix souillures de l'inspection
Durant la pratique de vipassanā, le méditant développe des « motifs de souillure », ainsi appelés parce qu'ils pourraient être confondus avec l'éveil. Ce ne sont que de simples phénomènes, « symptômes ou concomitances » et pas la libération (nirvana), 
1. L'« effulguration », apparition de lumière (obhāsa) ;
2. La connaissance (ñāṇa) ;
3. La joie, le ravissement (pīti) ;
4. La tranquillité (passaddhi) ;
5. Le bien-être, le bonheur (sukha) ;
6. La détermination, (adhimokkha) ;
7. L'énergie (paggaha) ;
8. L'avertissement (upaṭṭhaṇa) ;
9. L'imperturbabilité, l'équanimité (upekkhā) ;
10. Le plaisir (nikanti).

### Dans le bouddhisme mahayana
Dans le bouddhisme mahayana, la pratique de vipassanā a pour objet « la compréhension ferme et définitive de la vacuité ou insubstantialité de tous les phénomènes. »

### Dans le bouddhisme vajrayana
Dans le bouddhisme vajrayana, vipassanā « consiste à observer l'esprit, la source de tout bonheur et de toute souffrance, pour s'assurer de sa vacuité. Or cette vacuité est aussi clarté. Demeurer naturellement dans la vacuité-clarté de la nature de l’esprit est le but de la pratique. On y parvient par l’examen de la provenance, de la demeure et de la destination des pensées qui émergent dans l'esprit. »

## En science
C'est une des pratiques de méditation les plus étudiées scientifiquement avec la méditation transcendantale.
Des études ont montré des résultats positifs de la pratique de la méditation vipassanā dans le traitement de la dépression et de l'anxiété, ainsi que la réduction de la propension à la criminalité dans les prisons.
Le psychiatre Paul Fleishman rappelle toutefois dans son livre An Ancient Path, que le traitement de la dépression et de l'anxiété n'est pas le but de la pratique de la méditation vipassanā, mais reste une pratique progressive vers le nirvana, la libération totale de la souffrance (dukkha).
Dans son livre The Emotional Life of Your Brain, le Dr Richard Davidson, professeur en psychologie et membre du Mind and Life Institute, explique de façon pragmatique un des objectifs de la pratique : comprendre comment nos sensations et nos attitudes changent. Par exemple concernant la souffrance : elle apparaît bien réelle au début, mais en se concentrant sur les sensations du corps, on commence à s'aviser que la souffrance n'est qu'un concept mental, et qu'en observant au-delà, de nombreuses sensations nouvelles apparaissent, comme un chatouillement sur le pied, une pression sur le genou, la brûlure d'un muscle. Notre attitude vis-a-vis de ces sensations désagréables évolue progressivement.

## Expériences de cours de Vipassana dans les prisons
Le premier cours de Vipassana dans une prison a eu lieu en 1975 à la prison centrale du Rajasthan.
Depuis 1994, la méditation Vipassana est introduite dans les quartiers de la prison de haute sécurité de Tihar à New Delhi.
À la suite du succès des cours à Tihar, le ministère de l'intérieur du gouvernement indien a convoqué une réunion des inspecteurs généraux des prisons de toute l'Inde, et une proposition a été adoptée pour introduire Vipassana comme mesure de réforme dans toutes les prisons indiennes.
Par la suite, de telles expériences ont été réalisées dans des prisons en Israel, au Canada, en Colombie, ainsi qu'à Taiwan, au Royaume-Uni, en Espagne, en Nouvelle Zélande, aux États-Unis et au Mexique.  

#### Ouvrages
- Jean-Pierre Schnetzler, La méditation bouddhique, Albin Michel, 1994  (ISBN 2-226-06875-9)
- Buddhaghosa (Ve siècle) (trad. Christian Maës), Visuddhimagga : Le Chemin de la Pureté, Fayard, 2002, 801 p. (ISBN 978-2213607658)
- Nyanaponika, Satipaṭṭhāna. Le cœur de la méditation bouddhiste, Adrien Maisonneuve, 2003 (ISBN 978-2-720-00999-0)
- William Hart, L'art de vivre : Méditation Vipassanā enseignée par S. N. Goenka, Points, 2012 (ISBN 978-2-7578-3203-5)
- Henepola Gunaratana (en), Méditer au quotidien : Une pratique simple du bouddhisme, Marabout, 2013 (ISBN 978-2-501-08484-0)
- Julie Conton, Méditation Vipassana. Vivre une retraite de dix jours : Enseignements de vénérable Antonio Satta et témoignage, Éditions Mémoires du monde, 2016 (ISBN 978-2953237283)
- Alain Durel, Vipassanâ : La pratique de la vision pénétrante, Le Relié, 2021 (ISBN 978-2354902421)
- (en) Sarah Shaw, Mindfulness. Where it comes and what it means, Boulder (CO), Shambala, 2020, xx + 203 p. (ISBN 978-1-611-80719-6)

#### Articles
- (en) Gil Fronsdal, « Insight Meditation in the United States: Life, Liberty, and the Pursuit of Happiness », 1998
- (en) Felicity Souter Edwards, « Vipassana meditation and transcultural consciousness », Journal for the Study of Religion, vol. 1, no 2,‎ 1988, p. 37–51 (ISSN 1011-7601, lire en ligne)

### Documentaire
- Doing Time, Doing Vipassana (en) : documentaire sur l'utilisation de la méditation vipassanā en tant que méthode de réhabilitation de prisonniers.
- (en) The Dhamma Brothers : documentaire sur des prisonniers pratiquant la méditation vipassanā aux États-Unis.